# Quelli che contano
Quelli che contano è un film del 1974 diretto da Andrea Bianchi con colonna sonora di Sante Maria Romitelli.
Negli Stati Uniti è stato distribuito col titolo Cry of a Prostitute: Love Kills.

## Trama
Alla frontiera franco-italiana, una famiglia apparentemente normale sta attraversando il confine. L'atmosfera, però, è sinistra e, dopo pochi minuti, un violento incidente d'auto (con il conducente della macchina decapitato) rivela un macabro segreto: il bambino trasportato dalla coppia è morto da giorni, e il suo corpo viene usato per contrabbandare eroina. L'orrore di questa scoperta ci trasporta immediatamente in Sicilia, palcoscenico di una guerra tra clan mafiosi.
Ad arrivare sull'isola da New York è Tony Aniante, un sicario spietato inviato dal potente boss mafioso Don Cascemi per creare scompiglio ed alimentare la rivalità tra due famiglie mafiose, quella di Don Ricuzzo Cantimo  e quella di don Turi Scannapieco, per indebolirle entrambe e trarne vantaggio. Tony agisce con estrema determinazione, scatenando una spirale di violenza inarrestabile: agguati brutali, sparatorie e pestaggi si susseguono in un crescendo di sangue. In questo contesto feroce emerge anche Margie, la disinibita moglie americana di uno dei boss, alcolizzata e priva di pudore, che si diverte a provocare gli uomini della casa. Nel cuore della faida troviamo anche giovani come Paolo e Carmela, membri delle fazioni opposte, che vivono un amore impossibile. Tony Aniante attraversa la Sicilia come un cowboy solitario lasciandosi dietro esecuzioni brutali — come uomini schiacciati da rulli compressori o massacrati su lame da falegnameria — e tradimenti spietati attraverso cui il piano di Tony prende forma, ma il finale riserva ancora molte sorprese.

## Produzione
Il film è ambientato in Sicilia, ma venne girato quasi interamente fuori Roma; molte scene vennero girate a Montecelio.

## Riferimenti
Il film è una sorta di variazione in chiave mafiosa di Per un pugno di dollari, a sua volta già ispirato dal film giapponese La sfida del samurai.

## Distribuzione
Distribuito nei cinema italiani l'11 gennaio 1974, Quelli che contano ha incassato complessivamente 444 963 000 lire dell'epoca.